# フランクフルト（オーダー）駅
フランクフルト（オーダー）駅（フランクフルト（オーダー）えき、ドイツ語: Bahnhof Frankfurt (Oder)）はドイツ、ブランデンブルク州フランクフルト (オーダー)にあるドイツ鉄道  (DB) と東ドイツ鉄道の鉄道駅。ポーランドとの国境に近く、ポーランドに接続する線路がある。国境を越えた先にはスウビツェ駅がある。

## 歴史
- 1842年10月28日 - 開業。